# Corus albopunctatus
Corus albopunctatus là một loài bọ cánh cứng trong họ Cerambycidae.